# کارکس مرتنسی
کارکس مرتنسی (نام علمی: Carex mertensii) نام یک گونه از سرده جگن است.